# Vaccinium subulisepalum
Vaccinium subulisepalum är en ljungväxtart som beskrevs av J. J.Smith. Vaccinium subulisepalum ingår i Blåbärssläktet, och familjen ljungväxter. Inga underarter finns listade i Catalogue of Life.